# Gyrus temporalis inferior
De gyrus temporalis inferior of onderste slaapwinding is een winding in de temporale kwab van de hersenen.
Hij wordt gescheiden door de sulcus temporalis inferior van de bovenliggende gyrus temporalis medius. In oudere indelingen wordt de bovenliggende hersengroeve ook wel sulcus temporalis medius genoemd. Aan de mediale zijde van de gyrus temporalis inferior scheidt de sulcus occipitotemporalis deze hersenwinding af van de gyrus fusiformis. In oudere indelingen wordt deze hersengroeve verwarrend genoeg ook als sulcus temporalis inferior aangeduid.

## Schorsvelden
In de hersenkaart van Brodmann is de gyrus temporalis inferior de locatie van de area temporalis inferior (area 20).